# Юнацька збірна Швеції з футболу (U-20)
Юнацька збірна Швеції з футболу (U-20) — національна футбольна збірна Швеції, що складається із гравців віком до 20 років. Керівництво командою здійснює Шведський футбольний союз.
Команда скликається для участі у Молодіжному чемпіонаті світу, якщо відповідну кваліфікацію долає юнацька збірна U-19, а також може брати участь у товариських і регіональних змаганнях.

## Чемпіонат світу U-20
| Статистика молодіжних чемпіонатів світу | Статистика молодіжних чемпіонатів світу | Статистика молодіжних чемпіонатів світу | Статистика молодіжних чемпіонатів світу | Статистика молодіжних чемпіонатів світу | Статистика молодіжних чемпіонатів світу | Статистика молодіжних чемпіонатів світу | Статистика молодіжних чемпіонатів світу | Статистика молодіжних чемпіонатів світу |    | Відбори на молодіжні чемпіонати світу | Відбори на молодіжні чемпіонати світу | Відбори на молодіжні чемпіонати світу | Відбори на молодіжні чемпіонати світу | Відбори на молодіжні чемпіонати світу | Відбори на молодіжні чемпіонати світу |
| Рік                                     | Раунд                                   | Місце                                   |                                         | В                                       | Н *                                     | П                                       | Г+                                      | Г-                                      |    | В                                     | Н                                     | П                                     | Г+                                    | Г-                                    |                                       |
| --------------------------------------- | --------------------------------------- | --------------------------------------- | --------------------------------------- | --------------------------------------- | --------------------------------------- | --------------------------------------- | --------------------------------------- | --------------------------------------- | -- | ------------------------------------- | ------------------------------------- | ------------------------------------- | ------------------------------------- | ------------------------------------- | ------------------------------------- |
| 1977                                    | не кваліфікувалася                      | не кваліфікувалася                      | не кваліфікувалася                      | не кваліфікувалася                      | не кваліфікувалася                      | не кваліфікувалася                      | не кваліфікувалася                      | не кваліфікувалася                      | 2  | 0                                     | 2                                     | 0                                     | 1                                     | 1                                     |                                       |
| 1979                                    | не кваліфікувалася                      | не кваліфікувалася                      | не кваліфікувалася                      | не кваліфікувалася                      | не кваліфікувалася                      | не кваліфікувалася                      | не кваліфікувалася                      | не кваліфікувалася                      | 4  | 1                                     | 0                                     | 3                                     | 5                                     | 11                                    |                                       |
| 1981                                    | не кваліфікувалася                      | не кваліфікувалася                      | не кваліфікувалася                      | не кваліфікувалася                      | не кваліфікувалася                      | не кваліфікувалася                      | не кваліфікувалася                      | не кваліфікувалася                      | 2  | 0                                     | 1                                     | 1                                     | 2                                     | 5                                     |                                       |
| 1983                                    | не кваліфікувалася                      | не кваліфікувалася                      | не кваліфікувалася                      | не кваліфікувалася                      | не кваліфікувалася                      | не кваліфікувалася                      | не кваліфікувалася                      | не кваліфікувалася                      | 2  | 0                                     | 1                                     | 1                                     | 1                                     | 2                                     |                                       |
| 1985                                    | не кваліфікувалася                      | не кваліфікувалася                      | не кваліфікувалася                      | не кваліфікувалася                      | не кваліфікувалася                      | не кваліфікувалася                      | не кваліфікувалася                      | не кваліфікувалася                      | 2  | 0                                     | 0                                     | 2                                     | 2                                     | 5                                     |                                       |
| 1987                                    | не кваліфікувалася                      | не кваліфікувалася                      | не кваліфікувалася                      | не кваліфікувалася                      | не кваліфікувалася                      | не кваліфікувалася                      | не кваліфікувалася                      | не кваліфікувалася                      | 6  | 3                                     | 2                                     | 1                                     | 8                                     | 3                                     |                                       |
| 1989                                    | не кваліфікувалася                      | не кваліфікувалася                      | не кваліфікувалася                      | не кваліфікувалася                      | не кваліфікувалася                      | не кваліфікувалася                      | не кваліфікувалася                      | не кваліфікувалася                      | 6  | 2                                     | 3                                     | 1                                     | 10                                    | 10                                    |                                       |
| 1991                                    | груповий етап                           | 11-те                                   | 3                                       | 1                                       | 0                                       | 2                                       | 4                                       | 6                                       | 8  | 4                                     | 2                                     | 2                                     | 21                                    | 7                                     |                                       |
| 1993                                    | не кваліфікувалася                      | не кваліфікувалася                      | не кваліфікувалася                      | не кваліфікувалася                      | не кваліфікувалася                      | не кваліфікувалася                      | не кваліфікувалася                      | не кваліфікувалася                      | 6  | 0                                     | 4                                     | 2                                     | 10                                    | 14                                    |                                       |
| 1995                                    | не кваліфікувалася                      | не кваліфікувалася                      | не кваліфікувалася                      | не кваліфікувалася                      | не кваліфікувалася                      | не кваліфікувалася                      | не кваліфікувалася                      | не кваліфікувалася                      | 7  | 3                                     | 2                                     | 2                                     | 10                                    | 10                                    |                                       |
| 1997                                    | не кваліфікувалася                      | не кваліфікувалася                      | не кваліфікувалася                      | не кваліфікувалася                      | не кваліфікувалася                      | не кваліфікувалася                      | не кваліфікувалася                      | не кваліфікувалася                      | 2  | 1                                     | 0                                     | 1                                     | 5                                     | 7                                     |                                       |
| 1999                                    | не кваліфікувалася                      | не кваліфікувалася                      | не кваліфікувалася                      | не кваліфікувалася                      | не кваліфікувалася                      | не кваліфікувалася                      | не кваліфікувалася                      | не кваліфікувалася                      | 3  | 2                                     | 0                                     | 1                                     | 5                                     | 2                                     |                                       |
| 2001                                    | не кваліфікувалася                      | не кваліфікувалася                      | не кваліфікувалася                      | не кваліфікувалася                      | не кваліфікувалася                      | не кваліфікувалася                      | не кваліфікувалася                      | не кваліфікувалася                      | 3  | 1                                     | 1                                     | 1                                     | 7                                     | 5                                     |                                       |
| 2003                                    | не кваліфікувалася                      | не кваліфікувалася                      | не кваліфікувалася                      | не кваліфікувалася                      | не кваліфікувалася                      | не кваліфікувалася                      | не кваліфікувалася                      | не кваліфікувалася                      | 4  | 1                                     | 0                                     | 3                                     | 5                                     | 11                                    |                                       |
| 2005                                    | не кваліфікувалася                      | не кваліфікувалася                      | не кваліфікувалася                      | не кваліфікувалася                      | не кваліфікувалася                      | не кваліфікувалася                      | не кваліфікувалася                      | не кваліфікувалася                      | 3  | 1                                     | 2                                     | 0                                     | 13                                    | 6                                     |                                       |
| 2007                                    | не кваліфікувалася                      | не кваліфікувалася                      | не кваліфікувалася                      | не кваліфікувалася                      | не кваліфікувалася                      | не кваліфікувалася                      | не кваліфікувалася                      | не кваліфікувалася                      | 6  | 3                                     | 0                                     | 3                                     | 11                                    | 10                                    |                                       |
| 2009                                    | не кваліфікувалася                      | не кваліфікувалася                      | не кваліфікувалася                      | не кваліфікувалася                      | не кваліфікувалася                      | не кваліфікувалася                      | не кваліфікувалася                      | не кваліфікувалася                      | 6  | 2                                     | 0                                     | 4                                     | 7                                     | 10                                    |                                       |
| 2011                                    | не кваліфікувалася                      | не кваліфікувалася                      | не кваліфікувалася                      | не кваліфікувалася                      | не кваліфікувалася                      | не кваліфікувалася                      | не кваліфікувалася                      | не кваліфікувалася                      | 3  | 0                                     | 2                                     | 1                                     | 0                                     | 1                                     |                                       |
| 2013                                    | не кваліфікувалася                      | не кваліфікувалася                      | не кваліфікувалася                      | не кваліфікувалася                      | не кваліфікувалася                      | не кваліфікувалася                      | не кваліфікувалася                      | не кваліфікувалася                      | 3  | 0                                     | 2                                     | 1                                     | 1                                     | 2                                     |                                       |
| 2015                                    | не кваліфікувалася                      | не кваліфікувалася                      | не кваліфікувалася                      | не кваліфікувалася                      | не кваліфікувалася                      | не кваліфікувалася                      | не кваліфікувалася                      | не кваліфікувалася                      | 6  | 4                                     | 0                                     | 2                                     | 16                                    | 6                                     |                                       |
| 2017                                    | не кваліфікувалася                      | не кваліфікувалася                      | не кваліфікувалася                      | не кваліфікувалася                      | не кваліфікувалася                      | не кваліфікувалася                      | не кваліфікувалася                      | не кваліфікувалася                      | 6  | 2                                     | 0                                     | 4                                     | 5                                     | 11                                    |                                       |
| 2019                                    | не кваліфікувалася                      | не кваліфікувалася                      | не кваліфікувалася                      | не кваліфікувалася                      | не кваліфікувалася                      | не кваліфікувалася                      | не кваліфікувалася                      | не кваліфікувалася                      | 6  | 2                                     | 1                                     | 3                                     | 12                                    | 8                                     |                                       |
| 2021                                    | не кваліфікувалася                      | не кваліфікувалася                      | не кваліфікувалася                      | не кваліфікувалася                      | не кваліфікувалася                      | не кваліфікувалася                      | не кваліфікувалася                      | не кваліфікувалася                      | 3  | 1                                     | 1                                     | 1                                     | 7                                     | 4                                     |                                       |
| Усього                                  | Найкращий результат: груповий етап      | 1/23                                    | 3                                       | 1                                       | 0                                       | 2                                       | 4                                       | 6                                       | 96 | 32                                    | 25                                    | 39                                    | 157                                   | 147                                   |                                       |